# Moșneni (okręg Konstanca)
Moșneni – wieś w Rumunii, w okręgu Konstanca, w gminie 23 August. W 2011 roku liczyła 1236 mieszkańców.